# القمة العربية 2014 (الكويت)
قمة الكويت هو مؤتمر القمة العربية الخامس والعشرين عقد يوم الثلاثاء في 25 مارس/آذار 2014، في العاصمة الكويتية مدينة الكويت. وبتحضيرات كبيرة ومتميزة من الدولة المضيفة الكويت رغم كافة الضغوط والخلافات، عقد الموتمر وحضره عدد من القادة كبير جدا، وقد شارك 14 قائد عربي إضافة إلى كافة الدول العربية التي مثلت في المؤتمر بوزراء ورؤساء وفود غير القادة المشاركين بالمؤتمر.
وقد اجتمع وزراء الخارجية العرب في الكويت يوم الأحد[ ؟ ] الموافق 23 مارس 2014.
تم الاجتماع التحضيري للقمة بنجاح كبير وإجماع على البنود الأساسية. وجدول الأعمال التي تضمن القضايا الأساسية في المنطقة، مسار القضية الفلسطينية، تطور الصراع العربي الإسرائيلي، المشكلة السورية، وبحث التضامن العربي وتنقية الاجواء العربية ومبادرة السلام العربية والقضايا الحيوية كافة في المنطقة.
رغم كل الصعاب والخلافات، انعقدت قمة الكويت ونجحت في الكويت واتخذت قرارت مهمة، حيث نجحت في فتح الطريق أمام العرب للتعاون وحل خلافاتهم وأنه ليس أمامهم سوى التضامن لمستقبل أفضل، الشعار الذي أطلقته قمة الكويت.

## الكلمة الإفتتاحية
كلمة حضرة صاحب السمو أمير البلاد الشيخ صباح الأحمد الجابر الصباح في الجلسة الافتتاحية للدورة الخامسة والعشرين لمجلس جامعة الدول العربية على مستوى القمة
"بسم الله الرحمن الرحيم
الحمد لله رب العالمين والصلاة والسلام على أشرف المرسلين سيدنا محمد وعلى آله وصحبه أجمعين،،،
أصحاب الفخامة والسمو،،،
معالي الممثل الخاص للأمين العام للأمم المتحدة،،،
معالي الأمين العام لمجلس التعاون لدول الخليج العربية،،،
معالي الأمين العام لمنظمة التعاون الإسلامي،،،
أصحاب المعالي والسعادة،،،
ضيوفنا الكرام،،،
السلام عليكم ورحمة الله وبركاته،
أحييكم تحية أخوية صادقة وأرحب بكم إخوة كراما وضيوفا أعزاء في بلدكم الثاني دولة الكويت شاكرا لكم تلبيتكم دعوتنا لحضور أعمال الدورة الخامسة والعشرين للقمة العربية والتي تعبر عن حرصكم على التواصل للعمل في إطار جمعنا العربي وتجسد قناعتكم في أهمية دعم وتعزيز عملنا العربي المشترك. ولا يفوتني هنا الإشادة بما بذلته دولة قطر الشقيقة بقيادة أخي صاحب السمو الشيخ تميم بن حمد آل ثاني من جهود مقدرة ومتابعة حثيثة لأعمال قمتنا في دورتها السابقة وما نتج عنها من قرارات أسهمت في دعم عملنا العربي المشترك.
أصحاب الفخامة والسمو،،،
تنعقد أعمال قمتنا هذه في ظل استمرار الظروف الدقيقة والصعبة التي يمر بها العالم ومنطقتنا وما تمثله من تزايد في التحديات والمخاطر التي نواجهها مما يفرض علينا مسؤوليات جساما في بذل مزيد من الجهد وتكثيف المشاورات لمراجعة وتقييم ما تم اتخاذه من إجراءات واستشراف لآفاق المستقبل لتحديد مسارات تضمن لنا النهوض بعملنا العربي المشترك والارتقاء به إلى مستوى الطموح وبما يحقق آمال وتطلعات شعوبنا في الأمن والرخاء والازدهار.
إننا مدعوون اليوم إلى البحث في الأسس التي ينطلق منها عملنا العربي المشترك وإيجاد السبل الكفيلة بتعزيزه وتوطيد دعائمه من خلال النأي به عن أجواء الخلاف والاختلاف والتركيز على عوامل الجمع في هذا العمل.
ولنا أيها الإخوة في تجربة القمم النوعية ما تحقق لها من نجاح مثال يدلل بوضوح على سلامة هذا النهج حيث أن ما حققته القمم الاقتصادية العربية من نجاح كبير لامست نتائجه احتياجات أبناء أمتنا وعملت على تحقيقها يؤكد سلامة توجهنا ودقة رؤيتنا وصواب تفكيرنا الأمر الذي يجعلنا نبحث عن آفاق أخرى جامعة تعزز وحدتنا وتقرب بين شعوبنا.
أصحاب الفخامة والسمو،،،
دعوني أتحدث إليكم بصراحة حول أمر محزن يحتاج منا إلى وقفة صادقة وجهد مخلص لإنهائه... ألا وهو الخلافات التي اتسع نطاقها في أمتنا العربية وباتت تعصف بوجودنا وقيمنا وآمالنا وتطلعاتنا انشغلنا معها على حساب تماسكنا وقدرتنا على مواجهة التحديات.
إننا مطالبون بنبذ هذه الخلافات والسعي الجاد لوحدة الصف وتوحيد الكلمة والعمل معا في إطار ما يجمعنا ويتجاوز التباعد بيننا فالأخطار كبيرة من حولنا ولن نتمكن من الانطلاق بعملنا العربي المشترك إلى المستوى الطموح دون وحدتنا ونبذ خلافاتنا.
إن مساحة الاتفاق بيننا أكبر من مساحة الاختلاف وعلينا أن نستثمر هذه المساحة من الاتفاق وأن نعمل في إطارها الواسع لنرسم لنا فضاء عربيا حافلا بالأمل والإنجاز حتى نحقق الانطلاقة المنشودة ونكون قادرين على المضي قدما بعملنا العربي المشترك فالدوران في فلك الاختلاف الضيق سيرهقنا ويبدد وقتنا ويؤخرنا عن اللحاق بآمالنا.
أصحاب الفخامة والسمو،،،
إننا ندرك أن عملنا العربي المشترك لا يمكن له أن يستقيم دون أن نحقق معدلات التنمية المستدامة التي ننشدها لشعوبنا والتي تواجه تحديات جمة لعل في مقدمتها ما سيشهده العالم من شح في المياه الأمر الذي يجعلنا مطالبين ببحث دراسة ومصادر توفير هذا العنصر الهام وتعزيزها بما يضمن استمرار تدفقها وإبعاد شبح الصراع والتوتر عن عالمنا والذي توحي به وللأسف مؤشرات عديدة.
أصحاب الفخامة والسمو،،،
نعاني جميعا من ظاهرة الإرهاب التي تصاعدت مؤخرا تحت ذرائع وشعارات مختلفة دينية وعقائدية تهدف إلى قتل الأرواح البريئة وترويع الآمنين وتعطيل التنمية والمستهدف هو أمن العالم واستقراره والبشرية كيانا ومكتسبات.
لقد نبذت الأديان السماوية هذه الظاهرة البغيضة وجرمتها القوانين لتضع على عاتقنا مسئولية جسيمة في مكافحتها.
إننا مطالبون بمضاعفة جهودنا والانضمام إلى ركب الجهود الدولية الرامية لوأد هذه الظاهرة الخطيرة مهما كان شكلها أو هدفها أو مصدرها وتخليص البشرية من شرورها لينعم العالم بالأمن والاستقرار.
أصحاب الفخامة والسمو،،،
تدخل الكارثة الإنسانية في سوريا عامها الرابع حاصدة عشرات الآلاف من الضحايا الأبرياء من الأشقاء مدمرة كافة مظاهر الحياة مهجرة ما يقارب نصف تعداد سكان سوريا في ظروف معيشية قاسية في كارثة هي الأكبر في تاريخنا المعاصر ودعوني هنا أن أتوقف بكل الأسى والألم عند التقرير الأخير الذي أطلقته منظمة الأمم المتحدة للطفولة (يونيسف) والذي أكد أن الكارثة في سوريا قد تسببت في ضياع جيل كامل... إذ أن خمسة ملايين وخمسمائة ألف طفل سوري يعيشون في مهب الريح.... وأن ثلاثة ملايين طفل هجروا مدارسهم....وأن معدل الضحايا من الأطفال هو الأعلى بين أي نزاع في وقتنا الحاضر.
إننا أمام واقع أليم وكارثة إنسانية وأخلاقية وقانونية لن تجدي معها عبارات التنديد ولن تنهيها كلمات الألم والحسرة فالخطر محدق والخسائر جسيمة ويخطأ من يعتقد أنه بعيد عن آثارها المدمرة، والأيام أثبتت بأن خطر هذا النزاع المدمر قد تجاوز الحدود السورية والإقليمية ليهدد الأمن والاستقرار في العالم، وأمام هذا الواقع المرير نكرر الدعوة إلى مجلس الأمن الدولي ليعيد للعالم مصداقيته باعتباره الجهة المناط بها حفظ السلم والأمن الدوليين، وأن يسمو أعضاؤه فوق خلافاتهم ليتمكنوا من الوصول إلى وضع حد لهذه الكارثة.
إننا نشعر بمأساة أشقائنا ونعمل جاهدين على التخفيف من وطأتها، إذ استجابت بلادي الكويت مرة ثانية لنداء الأمين العام للأمم المتحدة فاستضافت المؤتمر الدولي الثاني لدعم الوضع الإنساني في سوريا، وقد تمكنا بفضل من الله تعالى ثم بمشاركتكم ومشاركة الدول الصديقة الفاعلة والسخاء المعهود في الوصول إلى الهدف الذي من أجله عقد المؤتمر لنساهم في التخفيف من معاناة أشقائنا ونؤكد لهم وقوفنا إلى جانبهم، وقد تم تحويل كامل تعهداتنا خلال المؤتمر إلى الوكالات والمنظمات التابعة للأمم المتحدة لتباشر بدورها الاستفادة من تلك المبالغ في توفير متطلبات أشقائنا.
أصحاب الفخامة والسمو،،،
ما زالت العقلية الإسرائيلية الرافضة للسلام والمقوضة لكافة الجهود التي تبذل لإنجاح مسيرته تقف عائقا أمام تحقيق أهداف هذه المسيرة التي نتطلع إليها وذلك عبر إصرارها على بناء المستوطنات، والانتهاكات المتطرفة الهادفة إلى السيطرة على المسجد الأقصى، وتغيير معالمه.
إننا لن ننعم بالاستقرار وبالسلام ما لم تتخل إسرائيل عن نزعتها العدوانية وتجنح إلى السلم.
إن السلام العادل والشامل في المنطقة الذي نتطلع إليه جميعا لن يتحقق إلا من خلال قيام الدولة الفلسطينية المستقلة وعاصمتها القدس الشريف وفق مبادئ وقرارات الشرعية الدولية ومبدأ الأرض مقابل السلام ومبادرة السلام العربية.
ومن هذا المنبر.... أجدد الدعوة إلى الأطراف الدولية المعنية بعملية السلام في الشرق الأوسط لتحمل مسؤولياتها والضغط على إسرائيل لحملها على الانصياع لكافة قرارات الشرعية الدولية ووقف الاستيطان مشيدين في هذا الصدد بجهد الولايات المتحدة الأمريكية ودورها باستئناف التفاوض لعملية السلام في الشرق الأوسط.
أصحاب الفخامة والسمو،،،
نجدد الدعوة إلى الأصدقاء في إيران إلى مواصلة تنفيذ التعهدات الواردة في الاتفاق المبدئي الذي وقع والذي تضمن خطة العمل المشترك التي وقعتها مجموعة 5+1 (خمسة زائد واحد) وإيران في 24 نوفمبر 2013 بإشراف الوكالة الدولية للطاقة الذرية وذلك لتبديد القلق لدى دول المنطقة بشأن برنامجها النووي وبما يعزز ثقة المجتمع الدولي ويبعد كافة مظاهر التوتر عن منطقتنا لننعم بالاستقرار ونركز جهودنا في تحقيق تطلعات شعوبنا.
أصحاب الفخامة والسمو،،،
نهنئ الأشقاء في اليمن على ما حققه مؤتمر الحوار الوطني من توافق وطني يعد خطوة ضرورية في هذه المرحلة الدقيقة ستسهم في تحقيق الأمن والاستقرار والازدهار الذي يأتي منسجما مع أهداف المبادرة الخليجية المجسدة للحرص على وحدة الجمهورية اليمنية واحترام خيارات شعبها الشقيق.
أصحاب الفخامة والسمو،،،
نهنئ الأشقاء في جمهورية مصر العربية على ما تحقق من خطوات مهمة في تنفيذ خارطة الطريق بما يحقق الأمن والاستقرار في ربوع هذا البلد العزيز ليعود لممارسة دوره الرائد تجاه قضايا أمتنا العربية متمنين لهم التوفيق والسداد في تحقيق تطلعات شعبهم الشقيق بالاستقرار والازدهار.
ونهنئ الأشقاء في لبنان على تشكيل الحكومة اللبنانية الجديدة والتي تأتي استحقاقا مهما في هذه الظروف الدقيقة لتتمكن من ممارسة مهامها في كل ما من شأنه استقرار لبنان وتحقيق تطلعات شعبه الشقيق.
كما نهنئ الأشقاء في تونس على إقرار الدستور الجديد ليرسم مرحلة جديدة تجسد حرص الأشقاء على تحقيق الاستقرار والتمسك بالديمقراطية والانطلاق في العمل على ازدهار بلدهم وتنميته.
أصحاب الفخامة والسمو،،،
أجدد الترحيب بكم متمنيا لكم إقامة طيبة ولأعمال قمتنا التوفيق والسداد.
والسلام عليكم ورحمة الله وبركاته،،، "

## الحضور
| الكويت                   | الشيخ صباح الأحمد الجابر الصباح       |
| السعودية                 | الأمير سلمان بن عبد العزيز آل سعود    |
| الإمارات العربية المتحدة | حاكم الفجيرة الشيخ حمد بن محمد الشرقي |
| البحرين                  | الأمير سلمان بن حمد آل خليفة          |
| قطر                      | الشيخ تميم بن حمد آل ثاني             |
| عمان                     | اسعد بن طارق ال سعيد                  |
| مصر                      | الرئيس عدلي منصور                     |
| الأردن                   | الملك عبدالله الثاني[ ؟ ]             |
| العراق                   | خضير الخزاعي.                         |
| ليبيا                    | نوري بوسهمين                          |
| المغرب                   | رئيس الحكومة عبدالاله ابن كيران       |
| الجزائر                  | رئيس مجلس الأمة عبدالقادر بن صالح     |
| موريتانيا                | محمد ولد عبد العزيز                   |
| جيبوتي                   | إسماعيل عمر جيليه                     |
| اليمن                    | الرئيس عبد ربه منصور هادي             |
| لبنان                    | الرئيس ميشال سليمان                   |
| فلسطين                   | الرئيس محمود عباس                     |
| الصومال                  | حسن شيخ محمود                         |
| جزر القمر                | اكليل ظنين                            |
| السودان                  | عمر البشير                            |
| تونس                     | الرئيس المنصف المرزوقي                |